# Albertone
Albertone (Fat Albert and the Cosby Kids) è una serie televisiva a cartoni animati ideata, prodotta e raccontata da Bill Cosby, in collaborazione con la Filmation, trasmessa negli anni settanta negli Stati Uniti e dal 1982 in Italia.

## Trama
Albertone è un ragazzo molto grasso e simpatico, coinvolto in numerose e buffe avventure con i suoi amici, imparando numerose lezioni di vita nel tempo trascorso. Il gruppo forma anche la band musicale Junkyard, i cui membri suonano strumenti fatti di oggetti riciclati. Negli episodi, Bill Cosby compare di persona come narratore tra le varie sequenze animate.

## Produzione
Il personaggio fece la sua prima comparsa nel pezzo comico di Bill Cosby intitolato Buck Buck, inciso nel suo album parlato Revenge del 1967. Fat Albert nacque dalle storie di Cosby basate sulla sua infanzia a Philadelphia, e il protagonista è ispirato ad un suo amico di gioventù chiamato Albert Robertson. Nel 1969, Cosby e Ken Mundie portarono Fat Albert sullo schermo rendendolo un cartone animato e facendolo debuttare nello speciale televisivo intitolato Hey, Hey, Hey, It's Fat Albert andato in onda in prima serata.
Lo speciale, trasmesso dalla NBC, era un ibrido di animazione e attori dal vivo. La musica dello speciale venne composta ed eseguita dal pianista jazz Herbie Hancock nel 1969 e pubblicata sull'album Fat Albert Rotunda distribuito dalla Warner Bros. Records. Per la parte animata dello show, si rese necessario lo sviluppo e la caratterizzazione grafica di ogni membro della gang di Fat Albert. Perciò, Ken Mundie reclutò Amby Paliwoda, ex animatore Disney. Paliwoda non solo creò tutti i ragazzi della band, ma disegnò anche un'illustrazione di gruppo dei personaggi che finì in copertina sulla guida Tv poco tempo dopo la messa in onda dello speciale.
I produttori volevano che la NBC programmasse di trasmettere Fat Albert il sabato mattina, ma essi rifiutarono perché la serie era troppo didattica. Bill Cosby allora propose il cartone alla CBS. La nuova veste grafica dei personaggi della banda di Fat Albert per la serie televisiva fu creata principalmente da Randy Hollar con l'assistenza dell'animatrice Disney Michelle McKinney, sotto la direzione di Ken Brown.
Ribattezzata Fat Albert and the Cosby Kids, la serie debuttò il 9 settembre 1972 sulla CBS. La produzione durò, anche se non continuativamente, per ben 12 anni. Come molti cartoni animati dell'epoca, Fat Albert and the Cosby Kids vedeva la presenza di risate registrate a sottolineare le battute umoristiche, cosa che venne eliminata nell'ultima stagione.
Questo cartone animato conobbe una notevole popolarità quando fu trasmesso la prima volta, in particolar modo fra la popolazione afroamericana.

## Personaggi principali
- Albertone (Fat Albert): il protagonista della serie, è un ragazzo afroamericano obeso, sebbene sia piuttosto agile e molto portato per gli sport.
- Rudy: un personaggio combinaguai con atteggiamento furbo, anche se in realtà nasconde un cuore buono. Indossa sempre un berretto arancione, un gilet viola, uno smoking arancione e dei jeans.
- Russell: il personaggio più giovane della serie; indossa sempre un cappello invernale e degli stivali.
- Bill: fratello maggiore di Russell; è molto atletico e movimentato, ma è il più testardo della serie.
- Mushmouth: un ragazzo senza mento con la bocca sempre spalancata conseguenza di una dose eccessiva di procaina.
- Weird Harold: uomo alto, magro e con occhi luccicanti; indossa sempre un abito beige, un calzino marrone ed uno rosa.
- Dumb Donald: ragazzo molto alto e allampanato, ma stupidotto. Indossa una felpa verde e una cuffia rosa che ricopre tutto il viso, eccetto occhi e bocca. Parla spesso a balbetti.
- MudFoot: un vecchio vagabondo molto saggio che dà consigli alla banda, spesso usando la psicologia inversa.
- Bucky: personaggio caratterizzato da incisivi molto grossi.
- Bill Cosby: presentatore della serie, nonché doppiatore di molti personaggi.

## Trasmissione e distribuzione in Italia
In Italia la serie fu inizialmente trasmessa su Italia 1 da fine giugno 1982 all'interno di Bim Bum Bam con il titolo Albert il ciccione; la stessa edizione fu poi replicata su Ciao Ciao su Rete 4 tra maggio e giugno 1984. Da metà anni '80 la serie passò su Rai 1 nell'edizione divenuta più nota, con il titolo Albertone, replicata in seguito su altre emittenti locali e nazionali.
Tra il 2007 e il 2011 l'ottava stagione fu replicata dall'emittente satellitare Cooltoon con il titolo originale di Fat Albert.

## Doppiaggio
Voci italiane:
- Luigi Montini: Albertone, Bill Cosby
- Oreste Baldini: Weird Harold
- Antonella Baldini: Hank
- Claudia Balboni: Miss Wucher
- Davide Lepore: Mushmouth

## Elenco degli episodi
1. Guai seri
2. La comunità Yiddish
3. La giustizia ha sempre ragione
4. Rapimento
5. Sicurezza prima di tutto
6. Vergogna
7. Tutti in palestra
8. Responsabilità
9. Tutti per uno, uno per tutti
10. Follie da miliardari
11. Scommesse
12. Gita in campagna
13. Campeggio
14. Lella
15. Serata in discoteca
16. Festa a casa di Tommy
17. Donald si innamora
18. Musica
19. Il giocatore di scacchi
20. La partita di baseball
21. Scontro tra bande
22. Russell e il computer
23. La compagna Balbuziente
24. La comunità Yiddish
25. Una casa in pericolo
26. Lo zio indesiderato
27. Il pilota
28. Tutti per uno
29. Il concorso
30. Il giornale della scuola
31. Lavori in casa
32. Sicurezza
33. Prima di tutto
34. Aiuto Polizia!
35. Harold il gelataio
36. Rudy e Joyce
37. Rifiuti tossici
38. Lettura
39. Peter e il whisky
40. Ciclista spericolato
41. Dexter supereroe
42. Eroi e taglialegna
43. Festa di carnevale
44. Forza e coraggio
45. L'arte è magia
46. Picnic
47. Red superstar
48. Si è rotta
49. Una mano lava l'altra
50. Veri americani

## Altri media

### Cinema
La 20th Century Fox ha prodotto nel 2004 un film intitolato Il mio grasso grosso amico Albert, distribuito nelle sale statunitensi il 24 dicembre 2004 e in quelle italiane l'8 luglio 2005. Il film vede Albertone e la sua gang finire nel mondo reale e incontrare Doris, una ragazza senza amici che dovrà aiutarli a tornare a casa, reclutando l'aiuto dello stesso Bill Cosby. Nel film viene fatto riferimento ad Albert Robertson come nonno della protagonista Doris, che nella realtà fu un amico di gioventù di Bill Cosby a cui questi si ispirò per creare Albertone.

## Citazioni e riferimenti
- Albertone è presente all'interno di South Park come parodia. Chiamato Ciccio Abott, il personaggio mette al centro la caricatura di Fat Albert rendendolo scurrile, volgare e che minaccia gli altri con una pistola.
- Il personaggio appare in un episodio della 13ª stagione de I Simpson, "Il nuovo distintivo di papà".
- Nello speciale Fanta Zapping di Due fantagenitori appare una parodia di Fat Albert chiamata Heavy Hal.
- Albertone e la sua band vengono parodiati nell'episodio 3x13 di Drawn Together.
- Il personaggio è presente all'interno de I Griffin la parodia di Fat Albert, stagione 7 puntata 4 ("Aiuto ho dimenticato Stewe"), dove viene parodiato con un'estrema obesità e un piede amputato a causa del diabete.
- Albertone viene citato nella canzone Method Man del Wu-Tang Clan, noto collettivo hardcore rap newyorkese.
- I personaggi sono presenti anche all'interno di Scrubs puntata 1x09 "Il mio giorno libero" e si vedono apparire ogni volta che il Dr.Turk dice una freddura.